# 心灵战争
《心灵战争》（英語：Insider Wars）是由深圳三千堂文化科技有限公司开发，由心动网络代理的一款都市非日常奇妙冒险手机游戏。

## 运营历史
游戏开发商三千堂日前宣布了一款名为《心灵战争》的手机游戏，同时也会参加于2017年4月30日-5月1日期间，在上海举行的魔都同人祭comicup20展会（简称CP20）。6月30日，《心灵战争》的开发商宣布参加于2017年7月15日至7月18日期间，在广州保利琶洲展馆举行的第16届广州萤火虫漫展。7月8日，三千堂宣布，《心灵战争》国服首次删档测试，服务器于2017年7月14日14:00开启，并在官网和TapTap上线预约发放首测激活码页面。7月11日，咕噜咕噜社区（G站）游戏预约专区上线《心灵战争》首测预约页面7月14日，《心灵战争》官方正式宣布进行为期两周的首次不计费删档测试。

## 外部资料
- 《心灵战争》官方网站 （简体中文）
- 心灵战争的新浪微博  （简体中文）